# Niewolino (rejon kungurski)
Niewolino (ros. Неволино) – wieś (sieło) w Rosji, w Kraju Permskim, w rejonie kungurskim. W 2010 liczyła 1036 mieszkańców.